# Door (песня)
Door — песня американской певицы-песенницы и продюсера Кэролайн Полачек из её третьего студийного альбома Pang. Она была выпущена в качестве ведущего сингла с альбома 19 июня 2019 года. Импринт-лейбл Полачек под маркой The Orchard называется Perpetual Novice в честь строки из песни «Door». Эта песня — первый релиз Полачек под её собственным именем, до этого она выпускала музыку под псевдонимами Рамона Лиза и CEP, и в составе группы «Chairlift». Песня была написана и спродюсирована Полачек, Даниэлем Нигро, Джеймсом Стэком и Дэниелем Харле (последний является сопродюсером). Эта песня была выпущена вместе с музыкальным видео, вдохновленным психоделикой.

## Об альбоме
В интервью журналу Vogue Полачек выразила свое удивление тем, что её лейбл был рад выпустить «Door» в качестве первого сингла, объяснив, что «это такая длинная и извилистая песня. В альбоме есть песни, которые немного более извилистые и угрюмые. А эта, без всякого каламбура, похожа на открытую дверь. Это похоже на приглашение».